# Dornier Do P.238
De Do P.238 was een project voor een zwaar jachtvliegtuig dat werd ontworpen door de Duitse vliegtuigbouwer Dornier.

## Ontwikkeling
De Do P.238 werd ontwikkeld uit de Do.335. De romp werd opnieuw ontworpen zodat er een grotere brandstofcapaciteit werd gecreëerd.
Het was de bedoeling dat het toestel zou worden gefabriceerd door Junkers en stond ook enige tijd bekend als de Junkers Ju 435. Men zou daar ook de verdere ontwikkeling van het project ter hand gaan nemen.
Het RLM gaf het voordeel in het gebruik van de “ouderwetse” zuigermotoren met hoog vermogen in plaats van de nieuwere straalmotoren die op dat ogenblik nog verder werd ontwikkeld en nog niet in grote hoeveelheden beschikbaar waren.
De Do P.238 was voorzien van twee vloeistofgekoelde Junkers Jumo 222A-2 vierentwintigcilinder-lijnmotoren voor gebruik op grote hoogte. Een motor was in de rompneus aangebracht met een standaardpropeller, de ander in de achterkant van de romp met een duwpropeller.
Door de nieuwe aerodynamische vorm van de romp en het aangepaste vleugelprofiel was er een zeer snel jachtvliegtuig ontstaan.

### Technische specificaties
- Spanwijdte: 13,80 m
- Lengte: 17,10 m
- Hoogte: 5,30 m
- Vleugeloppervlak: 38,50 m²
- Startgewicht: 12.500 kg
- Maximumsnelheid: 800 km/uur
- Plafond: 14.000 m